# Moraea ocisapunga
Moraea ocisapunga là một loài thực vật có hoa trong họ Diên vĩ. Loài này được Ruiz ex Diels miêu tả khoa học đầu tiên năm 1930.